# Red Orb娱乐
Red Orb娱乐是一家由Brøderbund创建的游戏发行部门。于1997年5月21日在加利福尼亚州诺瓦托创立。

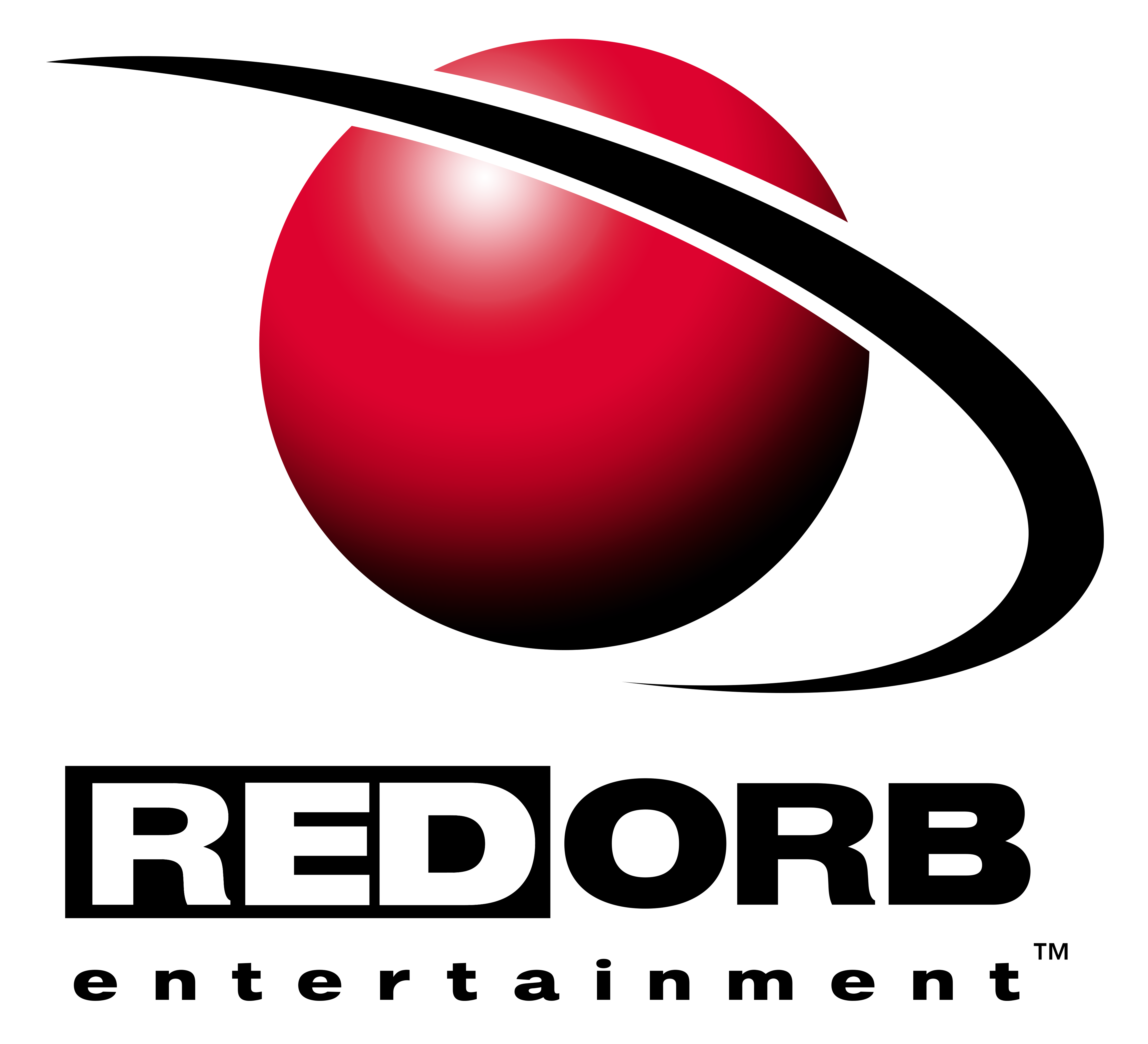
Red Orb娱乐

在Brøderbund于1998年被The Learning Company收购后，Red Orb的品牌仍然保留。2001年3月，The Learning Company被育碧收购后，公司倒闭。

## 作品列表
Red Orb发行和出版的游戏：
- John Saul's Blackstone Chronicles（英语：John Saul's Blackstone Chronicles）
- The Journeyman Project 3: Legacy of Time（英语：The Journeyman Project 3: Legacy of Time）
- The Journeyman Project Trilogy（英语：The Journeyman Project (series)）
- 迷霧之島
- 波斯王子3D
- Ring: The Legend of the Nibelungen（英语：Ring (video game)）
- Riven: The Sequel to Myst
- Soul Fighter（英语：Soul Fighter）
- Take No Prisoners（英语：Take No Prisoners (video game)）
- WarBreeds（英语：WarBreeds）
- Warlords III: Darklords Rising（英语：Warlords (game series)#Warlords III）
- Warlords III: Reign of Heroes（英语：Warlords (game series)#Warlords III）